# 渡辺七郎
渡辺 七郎（渡邊 七郎、わたなべ しちろう、1885年（明治18年）4月8日 - 1933年（昭和8年）4月26日）は、大正・昭和期の政治家、華族。貴族院子爵議員。

## 経歴
会計検査院長・渡邊昇の長男として生まれる。父の死去に伴い、1913年（大正2年）12月10日、子爵を襲爵した。
1915年（大正4年）慶應義塾大学部法律科を卒業。1921年（大正10年）大日本武徳会商議員に就任した。
1924年（大正13年）3月8日、貴族院子爵議員補欠選挙で当選し、研究会に所属して活動し死去するまで3期在任した。
1933年（昭和8年）に七郎が没した後は、長男の武宣が襲爵。さらに1938年（昭和13年）に武宣が没すると、弟の武治が襲爵した。

## 家族
- 父：渡辺昇
- 母：いく（萩藩御用達の京都の書籍商・大黒屋太郎右衛門の三女）[8][9][10]
- 先々妻：朝（大黒屋の養子・今井太郞右衞門の長女）[8][9]
- 先妻：千代子（ちよこ、福岡県士族加藤万四郎長女）[1][11]
- 後妻：男依（おより、林興太二女、跡見女学校出身）[1]
- 長男：武宣（子爵、1915年生）[1]
- 三男：武治（子爵、海軍大尉、1919年生、1944年戦死）[1][注 1]
- 弟：渡辺八郎（1887-1971、秩父宮家御用掛、学習院講師）[8][12]
- 伯父：渡辺清 (政治家)（男爵）
- いとこ：石井筆子（教育者）